# Силва, Данни
Да́нни Си́лва (порт. Danny Silva; 24 июля 1973, Перт-Амбой, Нью-Джерси) — португальский лыжник и биатлонист.

## Карьера
Как лыжник Данни Силва появился на международной арене в 2004 году. Не приняв за карьеру участия ни в одной гонке Кубка мира, он выходил на старт двух Олимпийских игр (2006, 2010) и трёх чемпионатов мира (2005, 2007, 2009). Оба раза он был единственным представителем своей страны на Играх и её знаменосцем. Лучшим результатом на Олимпийских играх для него является занятое в 2006 году 93-е место в классической гонке на 15 км, поскольку в единственной другой своей олимпийской гонке, прошедшей в 2010 году свободным стилем на ту же дистанцию, он финишировал 95-м, замкнув финишный протокол. Это был его последний старт в карьере. На чемпионатах мира его лучшим достижением стало 77-е место в классическом спринте в Саппоро.
Как биатлонист Силва появился на чемпионате мира по летнему биатлону 2007 года в Отепя, где занял 32-е, последнее место в беговом спринте.